# Ulrik Huber

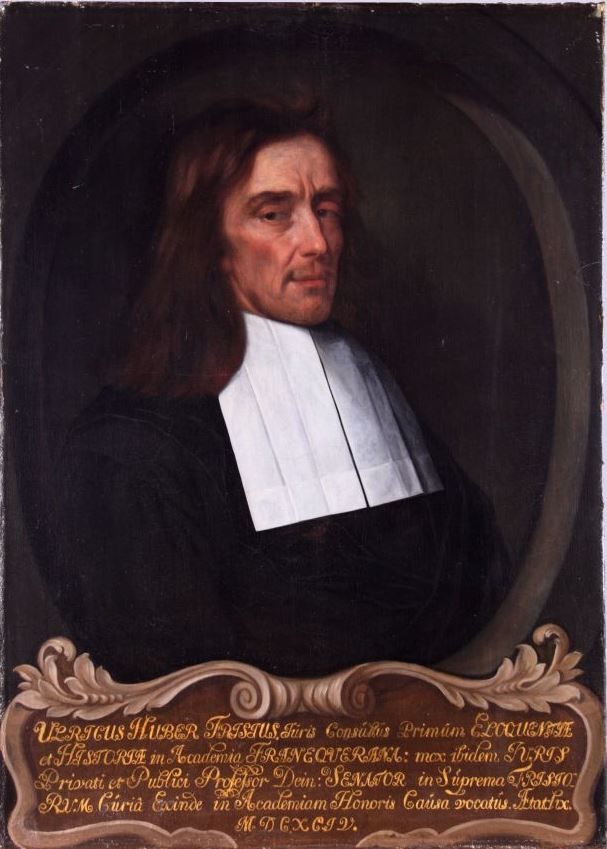
Portrait d'Ulrik Huber

Ulrik Huber, aussi Ulrich Huber ou Ulricus Huber (Dokkum, 12 mars 1636 - Franeker, 8 novembre 1694) est un juriste frison, professeur de droit néerlandais à l'Université de Franeker et un philosophe politique.

## Biographie
Issu d'une famille notable de Dokkum, et après des études à Franeker (1651), Utrecht (1654) et Heidelberg (1656), il fut nommé professeur d'éloquence et d'histoire à la fin 1657, à seulement 21 ans ; en 1659, il épouse une petite-fille de Johannes Althusius, qui décède en 1663 après lui avoir donné deux fils, Hermann et Zacharias (mort jeune). En 1665, il fut nommé professeur de droit. En 1668, il se remarie avec Judith van der Ley dont il a six enfants parmi lesquels Zacharias (1669-1732), qui se fit également connaître comme professeur de droit. 
Il aimait à signaler aux étudiants l'utilité de la pratique de l'histoire et de la littérature. De 1679 à 1682, Ulrik Huber fut juge à la cour de Frise. Après cela, il reprit un poste de professeur extraordinaire à l'université tout en donnant des cours particuliers, ce qui suscita l'indignation et la polémique avec un de ses collègues. En 1683, il s'impliqua dans la polémique qui avait surgi à cause d'un maître de danse de Franeker, qui avait été nommé pour empêcher les étudiants de se battre.

## Œuvres
Professeur honoraire à partir de 1682, Ulrik Huber a publié de nombreux écrits dont plusieurs traités de droit :
- De genuina aetate Assyriorum et regno Medorum dissertationes VII (Franeker, 1663);
- Digressiones Justinianeae in humaniora juris (Franeker, 1670; réédité en 1688 et 1696);
- De jure civitatis Libri III novam juris publici universalis disciplinam continentes (Franeker 1672, réédité à plusieurs reprises);
- Spiegel van doleancie en reformatie, nae den tegenwoordigen toestant des vaderlandts (1672);
- Dissertatio ad jus in re et ad rem (Franeker 1675; controverse contre le professeur G. Feltmann);
- Deductie voor den W.G. Heer F.D. van Camminga, Vrijen Erfheer van Ameland (Franeker, 1676);
- Auspicia domestica exercitationum, quibus otium, quod illustres Frisiae ordines ei apud Academiam suam fecerunt, occupare constituit (Franeker, 1682) (omvat 12 oraties, o.a. de inaug. rede van 1665 (no. V), zijn rectorale oraties (no. VI, VII en X) en de lijkreden op Willem Frederik (no. XI) en Cup (no. XII);
- De ratione juris docendi et discendi dialogus (Fran. 1684);
- Heedensdaegse Rechts-Geleertheyt, soo elders, als in Frieslandt gebruikelijk (Leeuwarden 1686; réédité en 1699, en 1726, puis par son fils Zacharias Huber en 1742 et 1768);
- Praelect. juris civilis tomi III (Franeker, 1689, réédité à plusieurs reprises);
- Instit. historiae civilis tomi III (Franeker, 1692);
- Institutionis Reipublicae Lib. singularis (Franeker, 1698);
- Eunomia Romana sive censura censurae juris Justinianaei; continens examen praecipuorum juris locorum, secundum Pandectas et Institutiones (Franeker 1700, publication posthume par les soins de son fils Zacharias Huber, réédité en 1724);
- Opera minora et rariora juris publici et privati, edidit suisque observationibus illustravit Abr. Wieling (Utrecht, 1746).

L'ouvrage le plus important de Huber, De jure civitatis libri III, a été publié en 1672 et a été révisé à plusieurs reprises ; il contribue à formuler le droit romano-néerlandais. Huber y envisageait la légitimité de l'esclavage dans le cas d'une renonciation volontaire à la liberté, de la naissance (enfants d'une femme esclave), des prisonniers de guerre ou des grands criminels. Jean-Jacques Rousseau connaissait ce livre et a pu s'en inspirer.
Dans sa brochure Spiegel van Doleancie et Reformatie, publiée anonymement, il a sympathisé avec le mouvement des citoyens pendant l'année des catastrophes (1672). Il y avait la dent dure contre pour l'insolence de l'oligarchie, le vénalité des charges et l'érosion de la vieille démocratie frisonne, mais la communauté n'avait, selon lui, pas compris une chose : on ne peut ni ne doit rien imposer de contraire au droit écrit, même si cela paraît bon et équitable.
Il s'est fait connaître internationalement connu pour ses études sur le droit romain. Comme Hugo Grotius et Johannes Voet, il a apporté une contribution importante à la loi romano-néerlandaise. Aux Pays-Bas, il est également connu pour son travail Heedensdaegse Rechtsgeleertheyt soo elders, als in Friesland gebruikelijk (1686, 1786) ("droit actuel, aussi bien ailleurs qu'en Frise"), dans lequel il présente un aperçu complet du système juridique de la Frise à cette époque.
Huber était un cartésien modéré qui a réussi à concevoir une théorie du républicanisme qui fournissait une justification à la structure politique de la République sans tomber dans le radicalisme spinoziste.

## Hommages
Un institut de la faculté de droit a été nommé d'après lui à l'université de Groningen.
Une statue de lui se trouve dans le bâtiment de la Cour suprême des Pays-Bas à la Haye. Elle est due au sculpteur Frits van Hall (1899-1945).